# Generoso Pompa
Generoso Pompa, nome d'arte Gene (Alessandria d'Egitto, 11 marzo 1952), è un pittore italiano. Artista contemporaneo dedito ad una pittura poetica di impronta paesaggista.

## Biografia
Nasce ad Alessandria d'Egitto l'11 marzo 1952, dopo l'infanzia passata in Egitto si trasferisce con la famiglia a Roma nel 1962, dove si diploma in pittura murales al San Giacomo Institute. Inizia la sua carriera di pittore negli anni Settanta, prendendo dimestichezza con le tecniche artistiche e copiando le opere dei grandi maestri del passato. Dagli anni Novanta passa dalla pittura surreale alla pittura paesaggista che evoca la natura, di impronta poetica, utilizza una tecnica a rilievo che lo rende riconoscibile, utilizza una spatola da pittura e un pennello per realizzare dipinti con effetti tridimensionali a olio. Dal 2014 al 2016 alcuni suoi lavori sono stati inseriti nella scenografia del programma Geo di Rai 3. Membro della storica associazione Cento Pittori via Margutta dal 1996, partecipa a diversi premi d'arte contemporanea, ed espone in numerose mostre personali come a Milano in Fondazione Luciana Matalon nel 2014, a Bologna nel 2015, Spoleto e Orvieto nel 2016, nel 2019 a Roma e in Galerie Lacke & Farben Brunnenstraße a Berlino, nel 2021 in Palazzo Chigi Zondadari di Siena. Tra i critici che hanno curato e pubblicato la sua bibliografia emergono le figure di Philippe Daverio, Vittorio Sgarbi e Giovanni Faccenda.